# Tuffi ai XVI Giochi panamericani - Piattaforma 10 metri maschile
Il concorso dei tuffi dalla piattaforma 10 metri maschile dei XVI Giochi panamericani si è svolto il 29 ottobre 2011 presso il Scotiabank Aquatics Center di Guadalajara in Messico.

## Programma
| Data            | Ora   | Evento      |
| --------------- | ----- | ----------- |
| 29 ottobre 2011 | 10:00 | Preliminare |
| 29 ottobre 2011 | 21:00 | Finale      |

## Risultati
In verde sono contraddistinti i finalisti.
| Class   | Atleta                    | Natione     | Preliminare | Preliminare | Finale | Finale |
| Class   | Atleta                    | Natione     | Punti       | Class       | Punti  | Class  |
| ------- | ------------------------- | ----------- | ----------- | ----------- | ------ | ------ |
| Oro     | Iván García               | Messico     | 456.40      | 3           | 553.80 | 1      |
| Argento | Rommel Pacheco            | Messico     | 519.80      | 1           | 508.20 | 2      |
| Bronzo  | Sebastián Villa Castañeda | Colombia    | 408.50      | 8           | 471.05 | 3      |
| 4       | Jeinkler Aguirre          | Cuba        | 414.95      | 7           | 458.10 | 4      |
| 5       | Thomas Finchum            | Stati Uniti | 472.00      | 2           | 451.95 | 5      |
| 6       | Hugo Parisi               | Brasile     | 430.50      | 5           | 451.45 | 6      |
| 7       | Eric Sehn                 | Canada      | 368.30      | 9           | 413.50 | 7      |
| 8       | Víctor Ortega             | Colombia    | 423.85      | 6           | 395.30 | 8      |
| 9       | Enrique Rojas             | Venezuela   | 340.70      | 11          | 364.50 | 9      |
| 10      | Kevin Geyson              | Canada      | 431.75      | 4           | 330.00 | 10     |
| 11      | Rui Marinho               | Brasile     | 358.45      | 10          | 315.85 | 11     |